# 贝格伊姆高
贝格伊姆高（德語：Berg im Gau）是德国巴伐利亚州的一个市镇。总面积22.60平方公里，总人口1212人，其中男性626人，女性586人（2011年12月31日），人口密度54人/平方公里。